# Z-行列
Z-行列（Z-ぎょうれつ、英語: Z-matrix）とは、数学の分野において、すべての非対角成分が0以下である行列のことを言う。すなわち、
{\displaystyle Z=(z_{ij});\quad z_{ij}\leq 0,\quad i\neq j}
を満たすような行列Zのことを、Z-行列と言う。
競争的な力学系のヤコビ行列は、その定義に従い、Z-行列となる。協力的な力学系のヤコビ行列をJとするならば、−JがZ-行列となる。
これと関係する行列としてはL-行列、M-行列、P-行列、フルビッツ行列、メッツラー行列などが挙げられる。L-行列とは、すべての対角成分が0より大きいZ-行列のことを言う。M-行列の定義にはいくつか同値なものがあるが、その中の一つとして、正則でありその逆行列が非負であるようなZ-行列、というものがある。Z-行列でありまたP-行列でもあるすべての行列は、正則なM-行列である。